# Valentin Badea
Valentin Badea (Alexandria, 22 ottobre 1982) è un ex calciatore rumeno, di ruolo attaccante.

## Carriera
Cresce calcisticamente nel club della sua città, il Rulmentul Alexandria, per poi essere portato giovanissimo nel 2001 da un osservatore ad un provino con il Jiul Petrosani, allora in Divizia B. Qui giocherà 2 anni dimostrando tutte le sue buone doti d'attaccante.
Nel 2002 passa all'FC Vaslui con il quale esordì in Divizia A con 5 gol, tutti alle squadre di Bucarest, di cui 3 alla Steaua, squadra in cui si trasferirà.
Giunto alla Steaua esordisce nel terzo turno preliminare di Champions League contro lo Standard Liegi all'andata. Nella gara di ritorno segna una doppietta che permette alla Steaua di qualificarsi dopo dieci anni nuovamente per i gironi di Champions.
Dopo una stagione il cui rendimento è condizionato dagli infortuni, viene mandato in prestito ai greci del Panserraikos. Tornato allo Steaua, non è preso in considerazione da nessun allenatore che siederà sulla panchina ros-albastra e farà solo qualche apparizione in Liga III con lo Steaua II.
Nell'estate 2009 rescinde il contratto che lo legava allo Steaua e firma per l'Universitatea Craiova. Qui nella prima parte di stagione viene utilizzato 13 volte segnando 3 gol, quindi termina la stagione in prestito fino a giugno al Politehnica Iasi. In seguito l'Universitatea Craiova non gli rinnova il contratto e perciò nel giugno 2010 firma per l'FC Brașov, con cui totalizza 11 presenze e una rete nella Liga I. Viene quindi ingaggiato nell'estate 2011 dal Concordia Chiajna. Nella sessione invernale del calciomercato scende di categoria, passando al Farul Constanta, in Liga II. Rimasto svincolato, nel febbraio 2013 viene ingaggiato dall'UTA Arad. Al termine della stagione si ritira dal calcio giocato.